# Mario Petrucci
Mario Petrucci (1958) è un poeta, saggista e compositore britannico.

## Biografia
È di origini italiane e vive a Enfield. Inizialmente è stato tirocinante di fisica al Selwyn College di Cambridge, più tardi ha ottenuto un PhD in optoelettronica ed una laurea in Studi Ambientali alla Middlesex University. Oggi Petrucci è un poeta freelance, saggista e compositore di canzoni. È l'unico poeta ad essere stato collaboratore organico dell'Imperial War Museum e della BBC Radio 3.
Dal 2000, attraverso ripetuti accordi di collaborazione con il Royal Literary Fund (principalmente alla Oxford Brookes University), ha perfezionato nuove tecniche di notevole rilevanza pratica nell'ambito dell'istruzione, della scrittura creativa e delle tecniche di apprendimento, tra cui nuove provocatorie forme di dialogo creativo tra scienza e poesia (come ad esempio il suo straordinario contributo nella definizione di strategie di scrittura creativa che si servono delle scienze, Creative Writing ↔ Science). Tra il 2003 e il 2005 è stato giurato per conto della Poetry Book Society.
Dalla fine degli anni ottanta, Petrucci ha cofondato l'organizzazione letteraria londinese Writers inc., un gruppo sperimentale che si dedica alla poesia da recitare pubblicamente chiamato ShadoWork, e la casa editrice Perdika Press. Ha anche introdotto un certo numero di nuovi concetti nella critica poetica, tra cui i cosiddetti Spatial Form e Poeclectics. Cura rubriche su giornali come The Independent ed partecipa di frequente a trasmissioni televisive e radiofoniche come  The Verb su BBC Radio 3 e Kaleidoscope su BBC Radio 4. Recita un ruolo di primo piano nel processo di inserimento di argomenti finora estranei come la scienza e l'ecologia nella poesia contemporanea.
Il suo lavoro relativo alla poesia per i film ha ottenuto riconoscimenti internazionali, tra cui il premio Cinequest ed una delle principali presentazioni/esposizioni alla Tate Modern nel 2007.
Heavy Water: a film for Chernobyl e Half Life: a Journey to Chernobyl, entrambi prodotti dalla Seventh Art Productions, sono basati su una sua premiata poesia ispirata al disastro di Černobyl'.

## Sviluppo poetico
In Shrapnel and Sheets (1996), Petrucci traccia una compassionevole ma minuziosa disamina delle storie di famiglia europee.
Lepidoptera (2001) presenta, stranamente, un'accattivante unione tra il mondo dell'arte e quello della scienza. Un raro esempio di pura ecopoesia è Bosco (2001), che mescola "soggettività nel mondo fisico, avvincenti visioni che sfidano il modo in cui ci relazioniamo con l'ambiente".
Heavy Water: a poem for Chernobyl (2004) "ci lascia scossi e pensierosi." (Joan Bakewell, New Statesman, 2004) È stata trasmesso su BBC Radio 3, tradotto per Vsesvit (Ucraina), e trasformato in un film dalla Seventh Art Productions. Poetry London l'ha valutato tra le prime cinque migliori raccolte di poesie pubblicate quell'anno.
The Stamina of Sheep (2002) e Fearnought rivelano la vena specifica di Petrucci, che mescola le storie locali e la fotografia con la poesia, il tutto in modo avvincente. Fearnought è diventato il soggetto di una trasmissione su BBC Radio 4 il 30 dicembre 2007.
Il lavoro di traduzione del poeta è stato recentemente valutato di notevole valore. La sua selezione di Catullo (2006) non è solo "brillantemente arguta e attuale" ma inoltre "fonde insieme la costruzione di Catullo con quella del traduttore, lasciandoci testimoni di un raggio di energia nell'ampia e sicura universalità dell'espressione").
Flowers of Sulphur (2007) "è estremamente dettagliato. Come per i migliori poeti, il pensiero e le emozioni sono per Petrucci la stessa cosa.". Dinamica e pensierosa, questa collezione fornisce "un forte promemoria del perché la poesia è una così necessaria forma d'arte."
somewhere is january (2007) rappresenta un'altra svolta. La sua lirica feroce e moderna rimanda ai poeti progettivisti di Charles Olson, ma ci trasporta allo stesso tempo avanti nel tempo in un innovativo percorso linguistico. Petrucci sta sviluppando una nuova caratteristica voce che è "equilibrata e aggraziata come in un balletto nell'esplorazione dello spazio intellettuale e fisico."
Petrucci ha tradotto anche alcuni brani scelti tra la produzione di Saffo e di Eugenio Montale.

## Opere
- Shrapnel and Sheets (Headland, 1996)  ISBN 0-903074-92-3 (Poetry Book Society Recommendation).
- Bosco (Hearing Eye: volantino 1999; libro 2001)  ISBN 1-870841-64-6 & ISBN 1-870841-77-8.
- Lepidoptera (Kite Modern Poetry Series, 88 & 96; 1999, 2001)  ISBN 0-907759-47-5 & ISBN 0-907759-87-4.
- The Stamina of Sheep (the Havering Poems) (The London Borough of Havering/ Bound Spiral Press, 2002)  ISBN 0-9539939-1-4.
- The Havering Poetry Study Pack (The London Borough of Havering/ Bound Spiral Press, 2002)  ISBN 0-9539939-2-2.
- High Zest and the Doggerel March (Wilfred Owen – Genius or Sugar-stick?) (Bound Spiral Press, 2002)  ISSN 0955-3819
- Heavy Water: a poem for Chernobyl (Enitharmon Press, 2004)  ISBN 1-900564-34-3.
- Half Life (Poems for Chernobyl) (Heaventree Press, 2004)  ISBN 0-9545317-3-6.
- Fearnought (Poems for Southwell Workhouse) (The National Trust, 2006)  ISBN 1-84359-251-7 or ISBN 978-1-84359-251-8.
- Catullus (Perdika Press, 2006) ISBN 1-905649-00-2 (seconda ristampa 2007, ISBN 978-1-905649-00-6).
- Flowers of Sulphur (Enitharmon Press, 2007)  ISBN 978-1-904634-37-9.
- somewhere is january (Perdika Press, 2007)  ISBN 978-1-905649-06-8.
- Sappho (Perdika Press, 2008) ISBN 978-1-905649-09-9.
- i tulips (Enitharmon, 2010) ISBN 978-1-904634-93-5.
- Nights * Sifnos * Hands (Flarestack Poets, 2010) ISBN 978-1-906480-24-0.
- the waltz in my blood (Waterloo Press, 2011) ISBN 978-190674240-9.
- anima (Nine Arches Press, 2013) ISBN 978-0-9573847-3-6.
- crib (Enitharmon Press, 2014) ISBN 978-1-907587-80-1.
- Xenia (Arc Publications, 2016)  ISBN 978-1-910345-53-5 (Traduzione di Xenia di E. Montale).
- Beloved: 81 poems from Hafez (Bloodaxe Books, 2018) ISBN 978-1-780374-30-7 (Traduzione del poeta mistico persiano Hafez).
- Isha Upanishad (Guillemot Press, 2019) - nessun codice ISBN (una moderna versione inglese vers libre dell'antico testo sacro indù).
- afterlove (Cinnamon Press, 2020)  ISBN 978-1-78864-095-4.

## Film
- Heavy Water: a film for Chernobyl (con Phil Grabsky e David Bickerstaff) Seventh Art Productions, 2006.
- Half Life: a journey to Chernobyl (con Phil Grabsky e David Bickerstaff) Seventh Art Productions, 2006.

## Premi
- 2018 Rosa dei candidati, John Florio Prize for Italian Translation (Xenia - Eugenio Montale)
- 2016 Vincitore, PEN Translates Award (Xenia - Eugenio Montale)
- 2007 Cinequest Award, ‘Best Short Documentary’ (Half Life: a Journey to Chernobyl)
- 2005 / 2006 Arts Council England ‘Grants for the Arts’: Science in Poetry
- 2005 Vincitore, London Writers Competition
- 2004 Vincitore, London Writers Competition
- 2004 National Poetry Competition: terzo premio e lode
- 2003 Essex Book Awards ‘Best Fiction’ Prize 2000-2002.
- 2003 Silver Wyvern Award
- 2002 Daily Telegraph/ Arvon International Poetry Prize
- 2002 Arts Council England Writers' Award
- 1999 Bridport Poetry Prize
- 1998 New London Writers Award (London Arts)
- 1998 Vincitore, London Writers Competition
- 1998 Vincitore, Sheffield Thursday Prize
- 1997 Vincitore, Sheffield Thursday Prize
- 1997 Vincitore, inaugural Irish Times Perpetual Trophy
- 1996 Poetry Book Society Recommendation
- 1996 Frogmore Poetry Prize
- 1996 Edith Kitt Memorial Award
- 1995 Edith Kitt Memorial Award
- 1993 Vincitore, London Writers Competition